# Kuszong
Kuszong (hangul: 구성시, Kuszong-si, handzsa: 龜城市, RR: Kusŏng-si, ’teknősvár’) város Észak-Koreában, Észak-Phjongan (P'yŏngan) tartományban.
1455-ben kapott először megyei rangot, 1462-ben tohobu (tohobu) (도호부; 都護府) rangra emelték, így Kuszong-tohobu (구성도호부; 龜城都護府, Kusŏng-tohobu) lett a neve, 1895-től ismét megye, 1918-ban azonban visszafokozták mjon (myŏn) (falu) rangra. 1952-ben harmadszorra megyei rangra, 1967-ben pedig városi címre emelték.

## Földrajza
Északról Tegvan (Taegwan) megye, nyugatról Cshonma (Ch'ŏnma) és Szoncshon (Sŏnch'ŏn) megyék, délnyugatról Kvakszan (Kwaksan) megye, délről Csongdzsu (Chŏngju) városa, keletről pedig Thecshon (T'aech'ŏn) megye határolja.
Legmagasabb pontja a 920 méter magas Cshongnjongszan (청룡산; 靑龍山, Ch'ŏngryongsan).

## Közigazgatása
25 tongból és 18 faluból (ri) áll:
| - Kvail-tong (과일동; -洞, Kwail-tong) - Namszan-tong (남산동; 南山洞, Namsan-tong) - Namcshang-tong (남창동; 南倉洞, Namch'ang-tong) - Tongmun-tong (동문동; 東門洞, Tongmun-tong) - Rigu-tong (리구동; 犁邱洞, Rigu-tong) - Pangdzsik-tong (방직동; 紡織洞, Pangjik-tong) - Panghjon-tong (방현동; 芳峴洞, Panghyŏn-tong) - Pekszok-tong (백석동; 白石洞, Paeksŏk-tong) - Paegun-tong (백운동; 白雲洞, Paegun-tong) - Szangdan-tong (상단동; 上端洞, Sangdan-tong) - Szangszok-tong (상석동; 上石洞, Sangsŏk-tong) - Szegol-tong (새골동; -洞, Saegol-tong) - Szenal-tong (새날동; -洞, Saenal-tong) - Szoszan-tong (서산동; 西山洞, Sŏsan-tong) - Szoszong-tong (서성동; 西城洞, Sŏsŏng-tong) - Szongan-tong (성안동; 城安洞, Sŏngan-tong) - Sinhungil-tong (신흥일동; 新興一洞, Sinhŭngil-tong) - Sinhungi-tong (신흥이동; 新興二洞, Sinhŭngi-tong) - Jakszu-tong (약수동; 藥水洞, Yaksu-tong) - Jangha-tong (양하동; 陽下洞, Yangha-tong) - Jokcson-tong (역전동; 驛前洞, Yŏkchŏn-tong) - Unjang-tong (운양동; 雲陽洞, Unyang-tong) | - Cshahungil-tong (차흥일동; 車興一洞, Ch'ahŭngil-tong) - Cshahungi-tong (차흥이동; 車興二洞, Ch'ahŭngi-tong) - Cshongnjon-tong (청년동; 靑年洞, Ch'ŏngnyŏn-tong) - Kumszan-ri (금산리; 金産里, Kŭmsan-ri) - Kumphung-ri (금풍리; 金豊里, Kŭmp'ung-ri) - Kirjong-ri (기룡리; 氣龍里, Kiryong-ri) - Namszan-ri (남산리; 南山里, Namsan-ri) - Namhung-ri (남흥리; 南興里, Namhŭng-ri) - Tean-ri (대안리; 大安里, Taean-ri) - Tongszan-ri (동산리; 東山里, Tongsan-ri) - Rjongphung-ri (룡풍리; 龍豊里, Ryongp'ung-ri) - Palszan-ri (발산리; 鉢山里, Palsan-ri) - Pekszang-ri (백상리; 白上里, Paeksang-ri) - Sinphung-ri (신풍리; 新豊里, Sinp'ung-ri) - Obong-ri (오봉리; 五峯里, Obong-ri) - Unphung-ri (운풍리; 雲豊里, Unp'ung-ri) - Vondzsin-ri (원진리; 元鎭里, Wŏnjin-ri) - Csojang-ri (조양리; 朝陽里, Choyang-ri) - Csungbang-ri (중방리; 中坊里, Chungbang-ri) - Cshongnjong-ri (청룡리; 靑龍里, Ch'ŏngryong-ri) - Cshongszong-ri (청송리; 靑松里, Ch'ŏngsong-ri) |

## Gazdaság
Kuszong (Kusŏng) gazdasága főként szövőiparra, élelmiszeriparra és vegyiparra épül. Területének 22,6%-a alkalmas földművelésre, emiatt főként ázsiai rizst termesztenek.

## Oktatás
Kuszong (Kusŏng) egy ipari és egy műszerészeti egyetemnek, illetve számos más oktatási intézménynek, köztük főiskoláknak, általános iskoláknak és középiskoláknak ad otthont.

## Egészségügy
A város saját szülészettel és kórházzal rendelkezik.

## Közlekedés
A város a Phjongbuk (P'yŏngbuk) és Kuszong (Kusŏng) vasútvonalak része, emellett közutakon Csongdzsu (Chŏngju) és Kudzsang (Kujang) felől megközelíthető.